# 小行星7761
小行星7761（英語：7761）是一颗围绕太阳公转的小行星。1990年9月20日，罗伯特·H·麦克诺特在赛丁泉山发现了此天体。
这颗小行星的绝对星等为222.88262等。